# Dodonaea hirsuta
Dodonaea hirsuta là một loài thực vật có hoa trong họ Bồ hòn. Loài này được (Maiden & Betche) Maiden & Betche mô tả khoa học đầu tiên năm 1913.